# 7th Dragon
7th Dragon (セブンスドラゴン Sebunsu Doragon?)  es un videojuego de rol para Nintendo DS desarrollado por Imageepoch y publicado por Sega en Japón el 5 de marzo de 2009. El juego no ha sido lanzado en otros territorios, sin embargo, los fans hicieron una traducción al inglés en 2014.

## Historia
En el mundo de Edén, el 80% de este está gobernado por dragones, los cuales amenazan la existencia de la humanidad. El objetivo del protagonista, por lo tanto, es matar a todos los dragones para prevenir la extinción humana.

## Jugabilidad
Cuando los jugadores comienzan su viaje, pueden crear sus propios personajes de las siguientes clases: Mago, Princesa, Ladrón, Caballero, Samurai, Guerrero o Médico. La perspectiva de las batallas es una lateral, mientras que los personajes serán vistos viajando por el mundo desde una perspectiva aérea.

## Desarrollo
El juego fue producido por Rieko Kodama y compuesto por Yuzo Koshiro. Además, hubo dos diseñadores, el diseñador de personajes Shirow Miwa y el diseñador de monstruos Akifumi Yamamoto. A la cabeza del proyecto estaba el director de las primeras juegos de la serie Trauma Center y Etrian Odyssey, Kazuy Niinou. 

## Recepción
La revista japonesa Famitsu le dio a 7th Dragon un puntaje de 9/8/8/8 para un total de 33 puntos de 40. El juego fue el segundo juego más vendido en la semana de su lanzamiento con 80 000 copias. Se vendieron 22 000 unidades adicionales la semana siguiente.

## Secuelas
Un spin-off titulado 7th Dragon 2020 se lanzó en Japón el 23 de noviembre de 2011 para PlayStation Portable. Cuenta con gráficos poligonales y tiene lugar en un futuro próximo, en un Tokio postapocalíptico en el año 2020, donde los dragones han invadido la ciudad. Este juego presenta nuevas clases adaptadas a los tiempos modernos, con la excepción del Samurai. Hubo una colaboración con la vocaloid Hatsune Miku, apareciendo esta en el tema de apertura, y proveyendo la voz para canciones remezcladas en el modo opcional DIVA . 
Una secuela de 7th Dragon 2020, titulada 7th Dragon 2020-II, se lanzó el 18 de abril de 2013 en Japón también para PlayStation Portable. Hatsune Miku apareció nuevamente en el juego como un personaje no jugable; y el juego también presenta una nueva clase, la clase Idol y el regreso del modo DIVA, que esencialmente hace que cada BGM en el juego sea cantada por Hatsune Miku .
Una tercera y última secuela, 7th Dragon III Code: VFD, tiene lugar en el año 2100, 80 años después de los dos juegos anteriores, y sigue la historia del intento de la Corporación Nodens de completar el Dragon Chronicle a tiempo para salvar a la humanidad del despertar del séptimo Dragón Divino, un evento que significaría por completo el final para la raza humana. Se lanzó un demo en el Nintendo 3DS eShop, con el juego completo siendo lanzado el 15 de octubre de 2015. El juego fue lanzado en América del Norte el 12 de julio de 2016. Tras el lanzamiento del juego, Sega anunció que recibirá tres paquetes de contenido descargable en las próximas semanas después del lanzamiento. El juego fue anunciado para su lanzamiento en Europa a finales de año.